# Froot

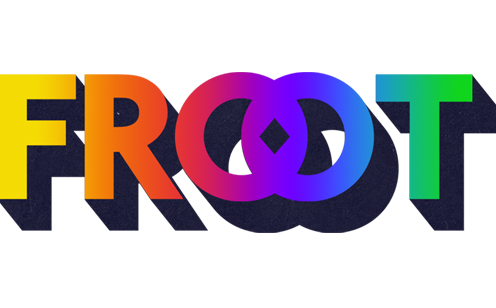

Froot 은 웨일즈의 싱어송라이터 마리나 앤드 더 다이아몬즈의 세번째 정규 앨범이다. 원래 2015년 4월 3일 아틀란틱 레코드와 네온 골드 레코드를 통해 발매될 예정이었지만 인터넷에 앨범이 유출돼 2015년 3월 13일 발매되었다. 그녀는 앨범에 있는 모든 곡을 스스로 만들었고, 프로듀서 데이비드 코스튼이 프로듀싱을 함께 했다.

## 곡 목록
전체 작사·작곡: Marina Diamandis, and produced by David Kosten and Diamandis
| #            | 제목                  | 재생 시간 |
| ------------ | --------------------- | --------- |
| 1.           | 〈Happy〉             | 4:03      |
| 2.           | 〈Froot〉             | 5:31      |
| 3.           | 〈I'm a Ruin〉        | 4:32      |
| 4.           | 〈Blue〉              | 4:14      |
| 5.           | 〈Forget〉            | 4:09      |
| 6.           | 〈Gold〉              | 4:14      |
| 7.           | 〈Can't Pin Me Down〉 | 3:25      |
| 8.           | 〈Solitaire〉         | 4:37      |
| 9.           | 〈Better Than That〉  | 4:36      |
| 10.          | 〈Weeds〉             | 4:07      |
| 11.          | 〈Savages〉           | 4:16      |
| 12.          | 〈Immortal〉          | 5:21      |
| 총 재생 시간 | 총 재생 시간          | 53:05     |